# Cartuja de Champmol

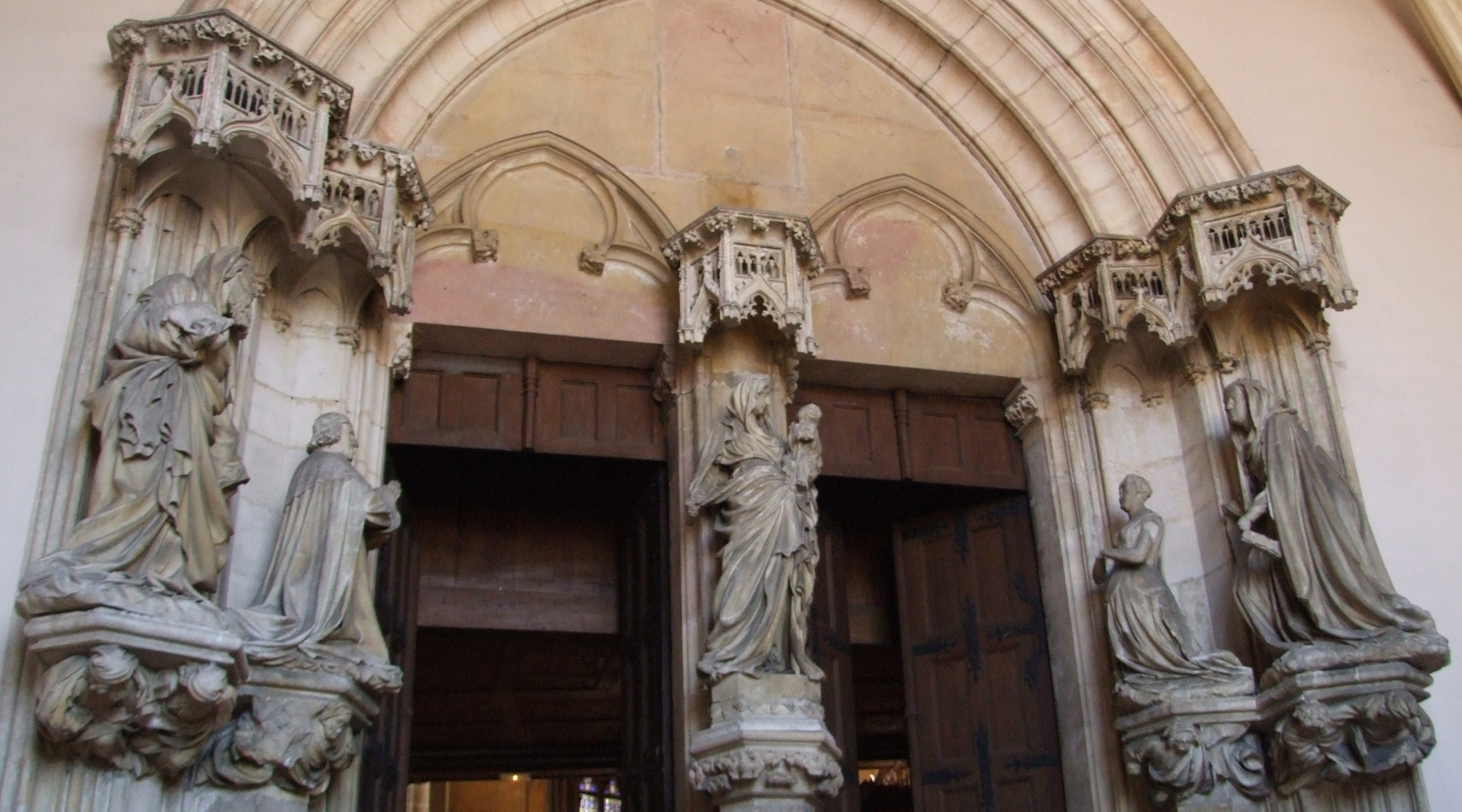
Felipe II de Borgoña y su esposa se arrodillan en el portal de la iglesia del monasterio. Claus Sluter y taller.

La Cartuja de Champmol, formalmente Chartreuse de la Sainte-Trinité de Champmol, era un monasterio cartujo en las cercanías de Dijon, la capital del Ducado de Borgoña en el siglo XV (actualmente la ciudad se encuentra en Francia).
El arquitecto responsable fue el francés Drouet de Dammartin.
El monasterio fue fundado en 1383 por el duque Felipe II de Borgoña para proporcionar un lugar de enterramiento a los duques de Borgoña de la dinastía Valois, y estuvo en uso hasta que fue disuelto en 1791, durante la Revolución Francesa. Denominado "el proyecto más grande en un reino célebre por la extravagancia", fue enriquecido de manera pródiga con obras de arte,  muchas de las cuales son esenciales para la comprensión del arte de ese periodo.